# 台中市公車49路
台中市公車49路停駛前行駛自老虎城至台中工業區，由台中客運營運。因路線與巨業交通營運之328(繞)路高度重疊，於2023年10月1日停駛。

## 歷史
- 2011年9月2日：「朝馬路口」站更名為「安和朝馬路口」、「福安里」站更名為「福安里（中港路）」。
- 2012年9月1日：調整發車時刻。
- 2013年8月13日：調整發車時刻，增開寒暑假平日班次。
- 2014年4月20日：增設「臺灣乳品加工廠」、「尚銘公司」、「聯強國際」三站。另「職訓中心」站更名為「發展署中彰投分署」、「工業區圓環」站更名為「五權西工業23路口」。
- 2014年3月1日：「臺灣油壓」更名為「工業區1與8路口」。
- 2017年12月20日：「匠澤公司」更名為「工業區28與36路口」。[1]
- 2023年10月1日：因巨業交通營運之328(繞)路線高度重疊，為在搭乘上達到最高效益，因此49路於2023年10月1日停駛。[2]

## 路線基本資料
全程行車里數，去程約9.4公里，返程約10.3公里。全程行車時間約30分。往協和國小分校共25站，往老虎城共28站。
- 去程自老虎城起，沿市政北六路、朝富路、朝馬路、安和路、臺灣大道、工業區一路、工業區十六路行駛到協和國小分校。
- 返程自協和國小分校起，沿工業區三十七路、工業區二十八路、五權西路三段、工業區五路、工業區一路、臺灣大道、安和路、朝馬路、朝富路、市政北六路行駛到老虎城。[3]

### 時刻表
- 停駛前時刻表僅供參考，請以台中客運網站公告為準。時刻表最後更新時間為2023年1月20日。

| 台中市公車49路時刻列表                                                  | 台中市公車49路時刻列表                                                |
| ----------------------------------------------------------------------- | --------------------------------------------------------------------- |
| 老虎城（市政北六路）發車                                                | 協和國小分校發車                                                      |
| 平日 07:30、16:50、17:35 假日／寒暑假 無班次 【此顏色僅行駛至安和國中】 | 平日 06:30、07:00、18:20 假日／寒暑假 無班次 【此顏色由安和國中發車】 |

### 收費
- 一般市區公車（1～999、綠1～綠4）：依里程計費，收費費率為［2.431×搭乘里程數×（1+5%營業稅）］元。
  - 於基本里程8公里內票價為全票20元、半票11元。
  - 兒童、老人、身心障礙者及其陪伴者依規定半票收費，半票收費費率為原收費費率的一半。
  - 市民限定交通卡：前10公里免費，超過10公里部分票價比照收費費率，且上限為10元。
- 小黃公車（黃1～黃25）：免費。
- 幸福公車（梨山1）：票價比照臺中市計程車收費費率，持電子票證刷卡全程免費。
- 市民小巴（市民小巴1～市民小巴4）：票價比照一般市區公車收費費率，持電子票證刷卡全程免費。

### 停站
- 參見右側站牌路線圖，綠色路段表示行駛優化公車專用道。